# Bruine honingzuiger
De bruine honingzuiger (Anthreptes gabonicus) is een soort honingzuiger. Het is een vogelsoort die voorkomt in mangrovebossen aan de kusten van West-Afrika.

## Leefwijze
Zoals andere honingzuigers voeden ze zich hoofdzakelijk op nectar.

## Kenmerken
De bruine honingzuiger is gemiddeld 10 cm lang. Zoals de naam al zegt is het een honingzuiger met weinig opvallende kleuren maar overwegend olijfbruin gekleurd. De borst en buik zijn grijs. Qua postuur en gedrag is het een honingzuiger met een relatief korte, zwarte, weinig gebogen snavel. Opvallend is de zwarte oogstreep met daarboven en daaronder weer een lichte streep.

## Verspreiding en leefgebied
De vogel komt voor in West-Afrika in mangrovegebieden langs de kust en in de zoutwater en brakwatertrajecten van rivieren. In Sierra Leone wordt de vogel ook waargenomen in bossen die grenzen aan zulke mangrovegebieden.

## Status
De bruine honingzuiger heeft een groot verspreidingsgebied en daardoor is de kans op de status kwetsbaar (voor uitsterven) uiterst gering. De grootte van de populatie is niet gekwantificeerd, maar de vogel is niet zeldzaam in geschikt habitat. Om deze redenen staat deze honingzuiger als niet bedreigd op de Rode Lijst van de IUCN.